# Mistrovství světa v plážovém fotbale 2006
Mistrovství světa v plážovém fotbale 2006 bylo 12. ročníkem MS v plážovém fotbale, které se konalo v brazilském městě Rio de Janeiro na pláži Copacabana v období od 2. do 12. listopadu 2006. Jednalo se o celkový 12. ročník a o druhý, který pořádala FIFA po tom, co šampionát vzala pod svojí záštitu místo Beach Soccer Worldwide. Účastnilo se ho poprvé v historii 16 týmů, které byly rozděleny do 4 skupin po 4 týmech. Ze skupiny postoupily do vyřazovací fáze první a druhý celek. Vyřazovací fáze zahrnovala 8 zápasů. Brazílie postoupila do finále, ve kterém porazila Uruguay 4:1 a celkově po desáté vyhrála mistrovství světa. Nováčky turnaje byly týmy Polska, Kamerunu, Nigérie, Íránu, Bahrajnu a Šalomounových ostrovů.

## Stadion
Mistrovství se odehrálo na jednom stadionu v jednom hostitelském městě: Copacabana Beach Soccer Arena (Rio de Janeiro).
| Rio de Janeiro                  |
| ------------------------------- |
| Copacabana Beach Soccer Arena   |
| Kapacita: 10 000 Rio de Janeiro |

## Změna formátu turnaje
Po mistrovství světa 2005, se plážový fotbal začal šířit po celém světě rychlým tempem. FIFA se proto rozhodla, že zavede kvalifikaci, aby dala šanci více zemím zabojovat o konečný turnaj a aby do tohoto sportu zapojila více týmů. FIFA také zvýšila počet týmů z 12 na 16, což znamenalo, že týmy už nemohli být pozvány na divokou kartu, ale budou se muset kvalifikovat. Se zavedením kvalifikace se mistrovství světa standardizovalo, což znamenalo že od tohoto turnaje bude mít každá konfederace stejný počet účastnících se týmů a že 16 týmů bude rozděleno po 4 týmech do 4 skupin, přičemž 2 postoupí do vyřazovací fáze.

## Týmy

### Kvalifikace
| - Severní, Střední Amerika a Karibik (CONCACAF) - USA - Kanada - Jižní Amerika (CONMEBOL) - Uruguay - Argentina |  | - Evropa (UEFA) - Francie - Portugalsko - Španělsko - Itálie - Polsko - Asie (AFC) - Japonsko - Bahrajn - Írán |  | - Afrika (CAF) - Kamerun - Nigérie - Oceánie (OFC) - Šalomounovy ostrovy - Hostitel - Brazílie |

## Zápasy

### Skupinová fáze
| Vysvětlivky                                           |
| ----------------------------------------------------- |
| Týmy na prvních dvou místech postupují do čtvrtfinále |
| Vítěz zápasu je tučně zvýrazněn                       |

Čas každého zápasu je uveden v lokálním čase.

#### Skupina A
| Tým      | Z | V | R | P | VG | IG | +/− | B |
| -------- | - | - | - | - | -- | -- | --- | - |
| Brazílie | 3 | 3 | 0 | 0 | 29 | 10 | +19 | 9 |
| Japonsko | 3 | 1 | 0 | 2 | 15 | 22 | −7  | 3 |
| Polsko   | 3 | 1 | 0 | 2 | 12 | 18 | −6  | 3 |
| USA      | 3 | 1 | 0 | 2 | 14 | 20 | −6  | 3 |

- Japonsko, Polsko a Spojené státy americké měli shodný počet bodů. Rozhodl proto brankový rozdíl těchto 3 týmů ve vzájemných zápasech, který mělo nejlepší Japonsko a umístilo se na druhém místě skupiny.

| 2. listopadu 2006 13:40                                                      |        | |                                                          |
| USA                                                                          | 4 : 8  | Japonsko | Pláž Copacabana diváci: 6 000 rozhodčí: Vincenzo Cascone |
| Raphael Xexeo 10' Francis Farberoff 17' Yuri Morales 30' Mario Chimienti 35' | Report | Katsuhiro Joši 2', 16', 25' Naojuki Kuroki 10' Takeši Kawaharazuka 19', 35' Masahito Toma 21' Noriaki Maruo 27' | Pláž Copacabana diváci: 6 000 rozhodčí: Vincenzo Cascone |

| 2. listopadu 2006 15:00                                                                |        |                                       |                                                           |
| Brazílie                                                                               | 9 : 2  | Polsko                                | Pláž Copacabana diváci: 10 000 rozhodčí: Christian Hauben |
| Benjamin 2' Betinho 10', 14' Buru 12', 31' (pen.) Junior Negão 12', 35' André 16', 34' | Report | Marek Żuk 19' Boguslav Saganowski 36' | Pláž Copacabana diváci: 10 000 rozhodčí: Christian Hauben |

| 5. listopadu 2006 14:00                                                      |        |                                     |                                                            |
| Brazílie                                                                     | 10 : 2 | Japonsko                            | Pláž Copacabana diváci: 10 000 rozhodčí: José Luis Da Rosa |
| Benjamin 2', 16', 18', 27' Junior Negão 9', 20' Bruno 9', 11', 12' Bueno 26' | Report | Kenju Shiokawa 5' Tomoja Uehara 32' | Pláž Copacabana diváci: 10 000 rozhodčí: José Luis Da Rosa |

| 5. listopadu 2006 15:20                     |        |                                                                         |                                                         |
| Polsko                                      | 2 : 4  | USA                                                                     | Pláž Copacabana diváci: 6 000 rozhodčí: Carlos Ferreira |
| Boguslav Saganowski 5' Marek Żuk 27' (pen.) | Report | Mario Chimienti 4' (pen.), 29' Brendon Tanguinod 17' Benyam Astorga 19' | Pláž Copacabana diváci: 6 000 rozhodčí: Carlos Ferreira |

| 7. listopadu 2006 14:00                                                           |        |                                                                          |                                                              |
| Brazílie                                                                          | 10 : 6 | USA                                                                      | Pláž Copacabana diváci: 10 000 rozhodčí: João Carlos Almeida |
| Junior Negão 2', 21' Benjamin 4', 5', 6' Bruno 10', 12', 15' Buru 24' Betinho 25' | Report | Raphael Xexeo 10', 12', 24' Benyam Astorga 11', 23' Brendon Taguinod 25' | Pláž Copacabana diváci: 10 000 rozhodčí: João Carlos Almeida |

| 7. listopadu 2006 16:40                                                                                 |        |                                                                       |                                                           |
| Polsko                                                                                                  | 8 : 5  | Japonsko                                                              | Pláž Copacabana diváci: 2 000 rozhodčí: José Luis Da Rosa |
| Boguslav Saganovski 1', 15', 22', 23', 26' Witold Ziober 15' Kamil Bartczak 24' Wojciech Polakowski 32' | Report | Takeši Kawaharazuka 2', 29', 36' Naojuki Kuroki 15' Masahito Toma 36' | Pláž Copacabana diváci: 2 000 rozhodčí: José Luis Da Rosa |

#### Skupina B
| Tým       | Z | V | R | P | VG | IG | +/− | B |
| --------- | - | - | - | - | -- | -- | --- | - |
| Francie   | 3 | 3 | 0 | 0 | 21 | 8  | +13 | 9 |
| Kanada    | 3 | 1 | 1 | 1 | 11 | 14 | −3  | 4 |
| Španělsko | 3 | 1 | 0 | 2 | 10 | 12 | −2  | 3 |
| Írán      | 3 | 0 | 0 | 3 | 10 | 18 | −8  | 0 |

| 3. listopadu 2006 16:20                                    |        |                                                                                              |                                                             |
| Kanada                                                     | 6 : 6  | Írán                                                                                         | Pláž Copacabana diváci: 5 000 rozhodčí: João Carlos Almeida |
| Ian Diaz 4' Sipho Sibiya 8', 15', 27', 33' Kyle Yamada 36' | Report | Mohammad Ahmadzadeh 1', 16', 35' Alimirza Ostovari 14' Faroogh Dara 16' Hassan Abdollahi 23' | Pláž Copacabana diváci: 5 000 rozhodčí: João Carlos Almeida |

|              |       | Penaltový rozstřel  |  |
| Sipho Sibiya | 1 : 0 | Mohammad Ahmadzadeh |  |

| 3. listopadu 2006 17:40          |        | |                                                           |
| Španělsko                        | 4 : 7  | Francie | Pláž Copacabana diváci: 5 000 rozhodčí: José Luis Da Rosa |
| Amarelle 6', 8', 34' Alfonso 34' | Report | Stephane Francois 17' Marc Libbra 20' Didier Samoun 23', 27', 27' Jean Marc Edouard 25' Jeremy Basquaise 29' | Pláž Copacabana diváci: 5 000 rozhodčí: José Luis Da Rosa |

| 5. listopadu 2006 12:40                                                                                            |        |                  |                                                          |
| Francie | 8 : 1  | Kanada           | Pláž Copacabana diváci: 5 000 rozhodčí: Renato De Carlos |
| Laurent Castro 6' Jeremy Basquaise 19', 20', 29' Sebastien Perez 21', 31' Stephane Francois 33' Noel Sciortino 35' | Report | Chris Lemire 26' | Pláž Copacabana diváci: 5 000 rozhodčí: Renato De Carlos |

| 5. listopadu 2006 16:40 |        |                                                              |                                                         |
| Írán                    | 1 : 6  | Španělsko                                                    | Pláž Copacabana diváci: 5 000 rozhodčí: Alberto Moreira |
| Hamid Rezaeipoor 8'     | Report | Alfonso 5' Johnny 14' Nico 18', 36' (pen.) Amarelle 27', 29' | Pláž Copacabana diváci: 5 000 rozhodčí: Alberto Moreira |

| 7. listopadu 2006 12:40                                                                          |        |                                                                |                                                             |
| Francie                                                                                          | 6 : 3  | Írán                                                           | Pláž Copacabana diváci: 4 000 rozhodčí: Joao Alberto Duarte |
| Laurent Castro 2' Noel Sciortino 10' Didier Samoun 12' Marc Libbra 23' Jeremy Basquaise 31', 31' | Report | Abbas Hashem Pour 18' Mohammad Ahmadzadeh 28' Faroogh Dara 30' | Pláž Copacabana diváci: 4 000 rozhodčí: Joao Alberto Duarte |

| 7. listopadu 2006 15:20 |        |                                                                  |                                                       |
| Španělsko               | 0 : 4  | Kanada                                                           | Pláž Copacabana diváci: 5 000 rozhodčí: Ivo De Moraes |
|                         | Report | Kyriakos Selaidopoulos 12', 34' Sipho Sibiya 16' Kyle Yamada 36' | Pláž Copacabana diváci: 5 000 rozhodčí: Ivo De Moraes |

#### Skupina C
| Tým                 | Z | V | R | P | VG | IG | +/− | B |
| ------------------- | - | - | - | - | -- | -- | --- | - |
| Portugalsko         | 3 | 3 | 0 | 0 | 29 | 9  | +20 | 9 |
| Uruguay             | 3 | 1 | 0 | 2 | 17 | 13 | +4  | 3 |
| Šalomounovy ostrovy | 3 | 1 | 0 | 2 | 12 | 26 | −14 | 3 |
| Kamerun             | 3 | 0 | 1 | 2 | 8  | 18 | −10 | 1 |

| 2. listopadu 2006 15:00                 |        |                                       |                                                             |
| Portugalsko                             | 5 : 4  | Uruguay                               | Pláž Copacabana diváci: 3 000 rozhodčí: Joao Alberto Duarte |
| Alan 2', 7' Madjer 11', 34' Hernani 34' | Report | Coco 5' Matias 9' Oli 10' Pampero 18' | Pláž Copacabana diváci: 3 000 rozhodčí: Joao Alberto Duarte |

| 2. listopadu 2006 17:40             |        |                                         |                                                             |
| Šalomounovy ostrovy                 | 5 : 2  | Kamerun                                 | Pláž Copacabana diváci: 5 000 rozhodčí: João Carlos Almeida |
| James Naka 5', 18', 31', 35' Omo 8' | Report | Etienne Ngiladjoe 32' Ekwalla Eyoum 33' | Pláž Copacabana diváci: 5 000 rozhodčí: João Carlos Almeida |

| 4. listopadu 2006 13:40                                                                         |        |                                                               |                                                       |
| Uruguay                                                                                         | 10 : 5 | Šalomounovy ostrovy                                           | Pláž Copacabana diváci: 4 000 rozhodčí: Antonio Buaiz |
| Coco 4' Miguel 12', 22' Fabian 13' Pampero 14', 25' Damian 21' Matias 28' Parrillo 30' Seba 32' | Report | Henry Koto 16', 31' Sylvester Rogy 20' James Naka 29' Omo 36' | Pláž Copacabana diváci: 4 000 rozhodčí: Antonio Buaiz |

| 4. listopadu 2006 16:20    |        |                                                                                     |                                                        |
| Kamerun                    | 3 : 10 | Portugalsko                                                                         | Pláž Copacabana diváci: 5 000 rozhodčí: Juan Rodriguez |
| Medrano Tamen 9', 26', 28' | Report | Madjer 2', 3' (pen.), 3', 13', 18' 29' Alan 17' Marinho 19', 35' Gustavo 34' (pen.) | Pláž Copacabana diváci: 5 000 rozhodčí: Juan Rodriguez |

| 6. listopadu 2006 14:00                    |        |                             |                                                          |
| Kamerun                                    | 3 : 3  | Uruguay                     | Pláž Copacabana diváci: 1 300 rozhodčí: Vincenzo Cascone |
| Etienne Ngiladjoe 9' Valery Bithe 18', 32' | Report | Pampero 15', 30' Miguel 27' | Pláž Copacabana diváci: 1 300 rozhodčí: Vincenzo Cascone |

|                              |       | Penaltový rozstřel |  |
| Ekwalla Eyoum Jacques Nyamsi | 1 : 0 | Pampero Fabian     |  |

| 6. listopadu 2006 16:40         |        | |                                                       |
| Šalomounovy ostrovy             | 2 : 14 | Portugalsko | Pláž Copacabana diváci: 800 rozhodčí: Alberto Moreira |
| Richard Anisua 20' Joe Luwi 23' | Report | Madjer 2', 8', 13', 14' Marinho 4' Alan 918' Pedro Jorge 17' Gustavo 23', 35' Hernani 25' Belchior 27', 31' Ricardo Loja 36' | Pláž Copacabana diváci: 800 rozhodčí: Alberto Moreira |

#### Skupina D
| Tým       | Z | V | R | P | VG | IG | +/− | B |
| --------- | - | - | - | - | -- | -- | --- | - |
| Argentina | 3 | 3 | 0 | 0 | 10 | 6  | +4  | 9 |
| Bahrajn   | 3 | 1 | 1 | 1 | 10 | 9  | +1  | 4 |
| Nigérie   | 3 | 1 | 0 | 2 | 13 | 13 | 0   | 3 |
| Itálie    | 3 | 0 | 0 | 3 | 6  | 11 | −5  | 0 |

| 2. listopadu 2006 13:40                                              |        |                                                           |                                                       |
| Argentina                                                            | 5 : 4  | Nigérie                                                   | Pláž Copacabana diváci: 3 000 rozhodčí: Antonio Buaiz |
| Santiago Hilaire 6', 27' Federico Hilaire 9' Facundo Minici 15', 34' | Report | Gabriel Agu 3' Ifeanyi Onigbo 10', 19' Suleiman Usman 18' | Pláž Copacabana diváci: 3 000 rozhodčí: Antonio Buaiz |

| 2. listopadu 2006 16:20   |        |                                                            |                                                          |
| Itálie                    | 2 : 4  | Bahrajn                                                    | Pláž Copacabana diváci: 5 000 rozhodčí: Renato De Carlos |
| Roberto Pasquali 23', 35' | Report | Ebrahim Almughawi 5' Rashed Salem 5', 32' Yaqoob Nesuf 28' | Pláž Copacabana diváci: 5 000 rozhodčí: Renato De Carlos |

| 4. listopadu 2006 15:00                                             |        |                                                     |                                                             |
| Nigérie                                                             | 4 : 3  | Itálie                                              | Pláž Copacabana diváci: 5 000 rozhodčí: Joao Alberto Duarte |
| Bartholomew Ibenegbu 14' Isiaka Olawale 29', 35' Ifeanyi Onigbo 36' | Report | Ahmed El Hafez 11' Roberto Pasquali 16' (pen.), 17' | Pláž Copacabana diváci: 5 000 rozhodčí: Joao Alberto Duarte |

| 4. listopadu 2006 17:40 |        |                                           |                                                          |
| Bahrajn                 | 1 : 2  | Argentina                                 | Pláž Copacabana diváci: 6 000 rozhodčí: Christian Hauben |
| Adnan Ebrahim 7'        | Report | Ezequiel Hilaire 12' Federico Hilaire 26' | Pláž Copacabana diváci: 6 000 rozhodčí: Christian Hauben |

| 6. listopadu 2006 12:40                                               |        |                                                                                                  |                                                     |
| Bahrajn                                                               | 5 : 5  | Nigérie                                                                                          | Pláž Copacabana diváci: 800 rozhodčí: Michele Conti |
| Rashed Salem 16', 33' Adnan Ebrahim 22' (pen.) Abdullah Omar 30', 32' | Report | Isiaka Olawale 2' Bartholomew Ibenegbu 14' Ogbonnaya Okemmiri 28' Gabriel Agu 36' Uga Okpara 36' | Pláž Copacabana diváci: 800 rozhodčí: Michele Conti |

|                                                           |       | Penaltový rozstřel                                       |  |
| Rashed Salem Sayed Hassan Adnan Ebrahim Ebrahim Almughawi | 4 : 3 | Gabriel Agu Isiaka Olawale Ifeanyi Onigbo Suleiman Usman |  |

| 6. listopadu 2006 15:20 |        |                                               |                                                       |
| Itálie                  | 1 : 3  | Argentina                                     | Pláž Copacabana diváci: 1 400 rozhodčí: Antonio Buaiz |
| Paolo Palmacci 28'      | Report | Federico Andrade 1', 24' Santiago Hilaire 26' | Pláž Copacabana diváci: 1 400 rozhodčí: Antonio Buaiz |

## Vyřazovací fáze
|  | Čtvrtfinále                    | Čtvrtfinále                     |                                 |             | Semifinále  | Semifinále  |  |  | Finále                          | Finále |
|  |                                |                                 |                                 |             |             |             |  |  |                                 |        |
|  | 9. listopadu 2006 - Copacabana |                                 |                                 |             |             |             |  |  |                                 |        |
|  |                                |                                 |                                 |             |             |             |  |  |                                 |        |
|  | Francie                        | 3                               |                                 |             |             |             |  |  |                                 |        |
|  | Francie                        | 3                               | 11. listopadu 2006 - Copacabana |             |             |             |  |  |                                 |        |
|  | Japonsko                       | 2                               |                                 |             |             |             |  |  |                                 |        |
|  | Japonsko                       | 2                               | Francie                         | 2 (0)       |             |             |  |  |                                 |        |
|  | 9. listopadu 2006 - Copacabana |                                 | Francie                         | 2 (0)       |             |             |  |  |                                 |        |
|  |                                | Uruguay (pen.)                  | 2 (1)                           |             |             |             |  |  |                                 |        |
|  | Argentina                      | Uruguay (pen.)                  | 2 (1)                           | 1           |             |             |  |  |                                 |        |
|  | Argentina                      |                                 | 12. listopadu 2006 - Copacabana | 1           |             |             |  |  |                                 |        |
|  | Uruguay                        | 2                               |                                 |             |             |             |  |  |                                 |        |
|  | Uruguay                        | 2                               | Uruguay                         | 1           |             |             |  |  |                                 |        |
|  | 9. listopadu 2006 - Copacabana |                                 | Uruguay                         | 1           |             |             |  |  |                                 |        |
|  |                                | Brazílie                        | 4                               |             |             |             |  |  |                                 |        |
|  | Brazílie                       | Brazílie                        | 4                               | 12          |             |             |  |  |                                 |        |
|  | Brazílie                       | 11. listopadu 2006 - Copacabana |                                 | 12          |             |             |  |  |                                 |        |
|  | Kanada                         | 1                               |                                 |             |             |             |  |  |                                 |        |
|  | Kanada                         | 1                               | Brazílie                        | 7           | Třetí místo | Třetí místo |  |  |                                 |        |
|  | 9. listopadu 2006 - Copacabana |                                 | Brazílie                        | 7           | Třetí místo | Třetí místo |  |  |                                 |        |
|  |                                | Portugalsko                     | 4                               |             |             |             |  |  |                                 |        |
|  | Portugalsko                    | Portugalsko                     | 4                               | 6           | Francie     | 6           |  |  |                                 |        |
|  | Portugalsko                    |                                 |                                 | 6           | Francie     | 6           |  |  |                                 |        |
|  | Bahrajn                        | 2                               |                                 | Portugalsko | 4           |             |  |  |                                 |        |
|  | Bahrajn                        | 2                               |                                 |             | 4           |             |  |  |                                 |        |
|  |                                |                                 |                                 |             |             |             |  |  | 12. listopadu 2006 - Copacabana |        |
|  |                                |                                 |                                 |             |             |             |  |  |                                 |        |

#### Čtvrtfinále
| 9. listopadu 2006 12:40                                      |        |                                             |                                                         |
| Francie                                                      | 3 : 2  | Japonsko                                    | Pláž Copacabana diváci: 6 000 rozhodčí: Carlos Ferreira |
| Didier Samoun 14' Jeremy Basquaise 16' Jean Marc Edouard 31' | Report | Masahito Toma 36' Naojuki Kuroki 36' (pen.) | Pláž Copacabana diváci: 6 000 rozhodčí: Carlos Ferreira |

| 9. listopadu 2006 14:00                                                                         |        |                  |                                                         |
| Brazílie                                                                                        | 12 : 1 | Kanada           | Pláž Copacabana diváci: 10 000 rozhodčí: Pedro Infantes |
| Junior Negão 4', 21', 36' Benjamin 14', 25', 34' Bueno 22', 23' Bruno 24', 24' Betinho 25', 28' | Report | Sipho Sibiya 34' | Pláž Copacabana diváci: 10 000 rozhodčí: Pedro Infantes |

| 9. listopadu 2006 15:20                               |        |                                   |                                                       |
| Portugalsko                                           | 6 : 2  | Bahrajn                           | Pláž Copacabana diváci: 6 000 rozhodčí: Ivo De Moraes |
| Alan 3' Madjer 13', 27', 28' Gustavo 22' Belchior 31' | Report | Abullah Omar 18' Rashed Salem 29' | Pláž Copacabana diváci: 6 000 rozhodčí: Ivo De Moraes |

| 9. listopadu 2006 16:40 |        |                      |                                                             |
| Argentina               | 1 : 2  | Uruguay              | Pláž Copacabana diváci: 4 500 rozhodčí: Joao Alberto Duarte |
| Santiago Hilaire 28'    | Report | Ricar 36' Miguel 36' | Pláž Copacabana diváci: 4 500 rozhodčí: Joao Alberto Duarte |

#### Semifinále
| 11. listopadu 2006 12:30              |        |                |                                                          |
| Francie                               | 2 : 2  | Uruguay        | Pláž Copacabana diváci: 10 000 rozhodčí: Pendro Infantes |
| Sebastien Perez 20' Didier Samoun 35' | Report | Fabian 3', 34' | Pláž Copacabana diváci: 10 000 rozhodčí: Pendro Infantes |

|                   |       | Penaltový rozstřel |  |
| Jean Marc Edouard | 0 : 1 | Ricar              |  |

| 11. listopadu 2006 14:00                                |        |                            |                                                           |
| Brazílie                                                | 7 : 4  | Portugalsko                | Pláž Copacabana diváci: 10 000 rozhodčí: Christian Hauben |
| Sidney 6', 19', 29' Bueno 9' Bruno 13', 27' Betinho 18' | Report | Madjer 1', 6', 10' Alan 7' | Pláž Copacabana diváci: 10 000 rozhodčí: Christian Hauben |

#### O 3. místo
| 12. listopadu 2006 12:30                                                                               |        |                              |                                                        |
| Francie                                                                                                | 6 : 4  | Portugalsko                  | Pláž Copacabana diváci: 10 000 rozhodčí: Antonio Buaiz |
| Jairzinho Cardoso 1', 19' Thierry Ottavy 7' Didier Samoun 25' Laurent Castro 28' Stephane Francois 30' | Report | Alan 1' Madjer 11', 14', 30' | Pláž Copacabana diváci: 10 000 rozhodčí: Antonio Buaiz |

#### Finále
| 12. listopadu 2006 14:00 |        |                                           |                                                           |
| Uruguay                  | 1 : 4  | Brazílie                                  | Pláž Copacabana diváci: 10 000 rozhodčí: Christian Hauben |
| Ricar 14'                | Report | Buru 11' Benjamin 17' Duda 26' Sidney 34' | Pláž Copacabana diváci: 10 000 rozhodčí: Christian Hauben |